# General Pushkin
General Leonid Pushkin é um personagem do filme The Living Daylights, 15.º da série cinematográfica de James Bond e primeiro com Timothy Dalton no papel do espião. Foi interpretado nas telas pelo ator britânico John Rhys-Davies.

## Características
Pushkin é o substituto do General Gogol no comando da KGB. Criativo, cabeça-dura,formal e sério, ele tem um lado espirituoso e engraçado. Homem de palavra, depois que Bond salva sua vida ele diz ao espião que lhe devia a dele, quando salva a de Bond.

## Filme
Chefe da KGB, a agência de segurança e espionagem soviética, Pushkin é um empecilho para os planos do vilão General Koskov e seu associado, o mercador de armas e ex-militar norte-americano Brad Whitaker. Quando Koskov foge para o Ocidente - uma farsa - faz questão de incriminar Pushkin a seus interrogadores do MI-6, como sendo o líder da SMERSH,  uma organização terrorista soviética destinada a eliminar espiões ocidentais. Um oficial de alto escalão que se tornou um lunático. Com isso espera que 007 seja enviado para matá-lo.
Koskov entretanto não convence James Bond, desconfiado de sua deserção. Depois de um encontro secreto com o chefe da KGB em que discutem suas lealdades ideológicas e ele se convence de que Koskov mente, Bond arma uma morte falsa de Pushkin, na frente do capanga do vilão, Necros. Com a 'morte' do maior empecilho, Koskov se sente livre para levar adiante seu plano de trocar armas de Whitaker por ópio do Afeganistão, então invadido pela URSS, tornando-se o maior exportador mundial da droga.
Depois da morte de Whitaker no enfrentamento final com Bond, Pushkin, aliado do MI-6 nesta trama, aparece na villa do americano em Tânger, e prende um chocado Koskov, mandando-o de volta para Moscou, não pelas próprias pernas,  mas pela mala diplomática, uma sentença de morte.